# ذا كوايت مان (لعبة فيديو)
ذا كوايت مان (بالإنجليزية: The Quiet Man)‏، هي لعبة فيديو من نوع أكشن مغامرات، صدرت في السوق يوم 1 نوفمبر 2018، وهي من تطوير هيومان هيد ستوديوز، ومن نشر سكوير إنكس، حيث تدعم 27 لغة، من بينها العربية.

## روابط خارجية
- ذا كوايت مان على موقع IMDb (الإنجليزية)

## الموقع الخارجي
- الموقع الرسمي
 (الإنكليزية)